# کریستوفر کین
کریستوفر کین (انگلیسی: Christopher Cain؛ زادهٔ ۲۹ اکتبر ۱۹۴۳) کارگردان، فیلم‌نامه‌نویس و تهیه‌کننده آمریکایی است.
کین در سو فالز، داکوتای جنوبی به دنیا آمد. در سال ۱۹۶۹ با شارون توماس ازدواج کرد و دو پسرش راجر و دین را به فرزندی پذیرفت. کریسیندا دختر این زوج در سال ۱۹۷۳ به دنیا آمد.
از گزیده آثار کارگردانی او می‌توان به فیلم‌های آن آنوقت بود… این اکنون است (۱۹۸۵)، اسلحه‌های جوان (۱۹۸۸)، کشور پاک (۱۹۹۲)، بچه کاراته‌کار بعدی (۱۹۹۴)، ماهی استثنایی (۱۹۹۷)، طلوع سپتامبر (۲۰۰۷) و کشور پاک ۲ (۲۰۱۰) اشاره کرد.